# Premiul Locus pentru cel mai bun roman
Aceasta este o listă cu câștigătorii Premiului Locus pentru cel mai bun roman, premiu acordat de revista Locus. Premiul se acorda pentru o lucrare apărută în anul anterior. Premiul Locus pentru cel mai bun roman a fost acordat începând cu anul perioada (când s-au acordat premii Locus la maiu multe categorii) până în 1979. După 1980 a fost înlocuit cu Premiul Locus pentru cel mai bun roman science-fiction.

## Câștigătorii
| Anul | Câștigător                                          |
| ---- | --------------------------------------------------- |
| 1971 | Ringworld (Lumea Inelară) de Larry Niven            |
| 1972 | The Lathe of Heaven de Ursula K. Le Guin            |
| 1973 | The Gods Themselves (Zeii înșiși) de Isaac Asimov   |
| 1974 | Rendezvous with Rama de Arthur C. Clarke            |
| 1975 | The Dispossessed (Deposedații) de Ursula K. Le Guin |
| 1976 | The Forever War de Joe Haldeman                     |
| 1977 | Where Late the Sweet Birds Sang de Kate Wilhelm     |
| 1978 | Poarta de Frederik Pohl                             |
| 1979 | Dreamsnake de Vonda N. McIntyre                     |
| 1980 | Titan de John Varley                                |
| 1981 | The Snow Queen by Joan D. Vinge                     |